# 京成電鉄のダイヤ改正
京成電鉄のダイヤ改正（けいせいでんてつのダイヤかいせい）では、京成電鉄の鉄道線・軌道線における歴代のダイヤ改正に付いて記述する。
系列会社（京成グループ）である北総鉄道・新京成電鉄のダイヤ改正や、京成電鉄と一体的に運行されている芝山鉄道のダイヤ改正も一部記述し、その他の乗り入れ先である都営地下鉄浅草線や京浜急行電鉄についても、京成電鉄のダイヤ改正に関連するものに限り一部記述する。また、本項では廃止された千葉急行電鉄のダイヤ改正についてもごく簡潔ながら記述している。
本項では主に1960年12月改正および修正以降の記述とする。改正日が不詳の場合はXとして記述する。また、改正自体を実施したかどうか不明、及び特筆される事柄のない改正および修正の場合は記述を割愛した。
ダイヤ改正の直前に「京成時刻表」（旧：京成電車時刻表）が京成線各駅の売店などで発売される。同誌はダイヤ改正だけでなく、ダイヤ修正や運賃改正の直前にも発売されることがある。1981年10月1日ダイヤ改正分が発刊第1号である。

## 1950年代

### 1953年5月28日改正
- 上野公園駅を京成上野に改称。
- 開運号が1600形に車種変更される。

### 1955年9月1日改正
- 京成上野 - 京成成田間の通し運転の普通を一部を除き準急（一部通勤準急）に変更した事による準急の大増発。
  - 準急は延べ4本から5本に、通勤準急は延べ18本から約3倍の56本となった。

### 1956年3月20日改正
- 八千代台駅開業による改正。

## 1960年代

### 1960年12月1日改正
本改正では、都営浅草線への乗り入れ開始による理由で実施された改正である。
- 押上駅地下化（前日11月30日実施）および都営浅草線（当初12月1日の予定を変更の上で12月4日押上駅14時35分発浅草橋行より営業開始）乗り入れによるダイヤ改正。
  - 当時のダイヤでは浅草橋駅 - 東中山駅が乗り入れ区間であり、浅草橋駅 - 押上駅、浅草橋駅 - 青砥駅、浅草橋駅 - 東中山駅の列車が昼間時は浅草線内では3列車併せて6分間隔で運行されていた。
  - 午前4時18分押上発の上り電車から営業運転の予定だったが、浅草駅の駅舎突貫工事が遅れたため運転延期となった。浅草橋、押上両駅につめかけた170余人の鉄道マニアや付近の人たちが怒る一幕もあった。午後2時43分に浅草橋発押上行きの第1号電車が出た[1]。

### 1963年2月28日改正
- 都営浅草線人形町駅 - 東銀座駅間開業（2月28日）。
- 京成佐倉 - 押上間で通勤準急を4本設定。

### 1963年11月22日改正[2]
- 都営浅草線東銀座駅 - 新橋駅間開業（12月12日）。24両を新造して輸送力を増強する[3]。
- 快速列車を廃止し、急行と準急を増発した。
- 通勤準急を1本増発し、5本運転となる（ただし増発分の1本は京成大和田始発）[要出典]。
- 準急以上の本数は以下の通りである。
  - 不定期特急上下それぞれ3本
  - 定期急行上り20本、下り19本
  - 不定期急行上下それぞれ4本
  - 定期普通準急上り26本、下り20本
  - 通勤準急上り11本、下り20本となる。
- 急行の停車駅を日暮里、町屋、堀切菖蒲園、青砥、京成高砂、市川真間、京成八幡、東中山、京成船橋、京成津田沼、京成津田沼から京成大和田までの各駅、京成佐倉とした。
- 準急停車駅を急行停車駅と志津、京成臼井、大佐倉、京成酒々井、宗吾参道とした。
- 午前通勤時に京成佐倉 - 押上間の通勤準急を2本増発し、5本運転となる[3]。
- 青砥、京成金町 - 京成上野間の普通を上下3本ずつ増発する[3]。

### 1964年10月1日改正
- 改正直前より使用開始されていた3200形の運用が本格的に開始される。
- 都営浅草線新橋 - 大門間開業。
- 京成佐倉 - 大門間に通勤準急を直通させ、日本の地下鉄路線へ初めて優等列車の直通を行う。
  - 改正当時、運転士を離れて当時上野にあった本社の運輸部運転課に在籍していた藤井浩二によれば、通勤準急の都営地下鉄1号線への乗り入れにあたっては、押上止まりの通勤準急から都営浅草線に乗り換える乗客の流動、並びに通勤準急到着時の押上駅プラットホームの混雑状況を東京都交通局高速電車部運転課[注釈 1]と藤井を含めた自社の運輸部運転課との共同で視察の上、現地でそれを視察した東京都交通局側の「これは、やはり（通勤）準急電車の乗り入れを認めた方が良い」との理解を得て実現したものである[4]。

### 1965年12月1日改正
本改正では以下の3事例が実施された。
1. 通勤急行が都営浅草線に乗り入れ開始（京成佐倉 - 大門間）
2. 大手私鉄で実質初めての優等列車2本続行ダイヤを実施（一部事業者の一部区間で実施されていたが本格実施は京成が最初）
3. 普通列車の速度をA速度とB速度に分離（B速度は京成の地下鉄直通対応および東京都交通局、京急電鉄所属車両に適用。後にB速度に統一）。

このうちの2については当時の設備面での2つの制約（1つはこの当時、小岩 - 津田沼間の約16kmの間での待避駅が東中山駅のみであったこと、もう1つは1965年当時はほぼ全駅ホームの有効長が18m車4連までしか無く、長編成の運転が事実上不可能であったこと）によるものである。これらの制約を4連の優等列車を2本続行（2本の内1本は通勤急行、1本は通勤準急）させることで解決を図った。3の普通のB速度（A速度より速いダイヤ）も合わせて設定したことによって、優等列車2本続行ダイヤも余裕を持った設定にすることが出来た。

### 1966年11月1日改正
- 通勤急行を京成成田駅からの直通に変更。
  - 京成本線はこのうちの京成上野 - 青砥間を除き都営浅草線との直通区間となる。

### 1968年
1968年は乗り入れ先の延長や成田山御開帳1030年と言うこともあり年間に3回もダイヤ改正が実施された年である。1年に3回以上の改正は同社ではこの年と2010年の2回。

#### 5月1日改正
- 京成線に勝田台駅開業（大和田 - 志津間）。
- 千葉線に急行を設定。
  - 停車駅は津田沼駅・稲毛駅・千葉駅（現在の千葉中央駅）のみ。
- 不定期急行の廃止と不定期特急への統一。
- 京成初の6連運転の開始（特急「開運」では1967年12月31日より実施済み）。この改正までは大手私鉄で最後まで最大4連であった（西日本鉄道が1962年に5連運転を開始して以降は最大4連運転までしか出来ない大手私鉄は京成のみであった）。
- 成田 - 都営浅草線・大門間に朝夕時間帯に各10本「通勤特急」を新設。同区間の所要時間は92分から85分に短縮。都内の停車駅は、小岩、高砂、青砥、立石、曳舟[5]。

#### 6月15日改正
- 都営浅草線大門 - 泉岳寺間開業（6月21日）。同線に急行の直通を開始する。同線経由京急線への直通運転開始。
- 千葉線の急行を京成線と直通の上快速に改称。
  - 停車駅に幕張駅とみどり台駅が追加される。

#### 11月10日改正
- 都営浅草線泉岳寺駅 - 西馬込駅間開業（11月15日）。
- 準急 / 通勤準急の廃止で急行 / 通勤急行に吸収。
- 千葉線快速の停車駅に国鉄千葉駅前駅が追加される。
- 特急料金不要で定期の特急 / 通勤特急電車を運転開始。
- 3300形の本格運用が開始される。

## 1970年代

### 1971年10月25日改正
沿線の開発による混雑に対応するため、朝ラッシュ時に2つの対策が施された。
- 通勤急行が津田沼で通勤特急を待避していたのを取りやめ、八千代台駅 - 東中山駅間を平行ダイヤ化。
- 区間運転の特急を設定（八千代台駅 - 東中山駅間）。開始当初は赤電6連、同年12月10日より青電4連に変更。通勤特急に続行で運転された。

### 1972年10月15日改正
- 京成上野駅改良工事により6連は日暮里駅折り返しとなる。

### 1972年12月18日改正
- 青砥駅高架化工事着工。同駅折り返しは廃止され、基本的に京成高砂駅に変更（その他の駅で折り返す一部を除く）。

### 1973年6月16日改正
- 通勤特急の勝田台駅停車を実施。
- 京成上野駅改良工事および京成上野 - 日暮里間の休止により京成上野発着の全列車を日暮里発着に変更。

### 1973年12月16日改正
- 京成上野駅改良工事一部完成（2線使用）。これにより全列車が同駅発着となる。
- スカイライナー運行開始（12月30日）。料金を開運号時代の70円から250円に変更。

### 1974年12月16日改正
本改正は、6年ぶりの大幅改正である。本改正でのポイントは、列車種別を整理・統合して停車駅も変更し、なおかつ成田空港開港を見越したダイヤへの準備と位置付けた改正となった。人口増加の著しい成田 - 津田沼駅間の利用者の要望に応えるのが主な狙いである。
- 列車種別を8種別からスカイライナー・特急・急行・普通の4種別と半分に整理[6]。
  - 愛称付きの不定期特急も基本的に廃止され、愛称付き列車は「スカイライナー」・「成田山号」・「城ヶ島マリンパーク号」・「くろしお号」のみとなる
    - なお、「成田山号」・「城ヶ島マリンパーク号」は1978年1月廃止。「くろしお号」は1975年に運転実績があったが1976年以降は不明。後に廃止。

  - 旧通勤特急・旧特急の停車駅をすべて特急の停車駅とした[6]。
  - 旧各種急行の停車駅をすべて急行の停車駅とし、津田沼 - 成田駅間を各駅停車とした[6]。
  - これにより、スカイライナーを除き停車駅は大幅に増加することとなった。
  - 京成成田発京成上野行きの急行電車の運転を午後9時から午後9時45分までに延長し、成田山の参拝客の要望に応えた[6]。
  - 千葉線の快速を廃止し、これまで通過駅であった検見川、西登戸、新千葉などは停車間隔が20分間隔から10分間隔となった[6]。
- スカイライナーの増発（1往復より3往復へ）。
- 朝夕のラッシュ時に3本を増発し、電車3本を4両編成から6両編成に置き換えることで輸送力が7.2%増加した[6]。

### 1975年12月21日改正
- 京成上野駅改良工事完成。4線使用開始。

### 1978年5月21日改正
成田空港への延伸開業による空港アクセス輸送の開始。
- 成田 - 成田空港（初代）間開業によりスカイライナー本格運行開始。
- 特急の大半も成田空港まで延長。急行・普通も一部同駅まで延長運転される。
- 青電特急（八千代台駅 - 東中山駅）を赤電に車種変更。

### 1979年3月1日改正
- 特急3往復に8連運転開始（成田空港 - 西馬込間）。
- スカイライナーの一部が成田駅停車となる。

## 1980年代

### 1981年10月1日改正
- 京急からの乗り入れを高砂まで延長。
- 京成線普通6連運転開始。6連は博物館動物園駅を通過。

### 1982年11月1日修正
- 京成線にユーカリが丘駅開業（志津 - 臼井間）。

### 1983年10月1日修正
- スカイライナーの日暮里駅停車を京成上野行に限り開始。
- 都営車使用の急行運転開始。

### 1984年12月1日改正
- スカイライナーの一部をイブニングライナーとして運転開始。

### 1985年10月19日改正
- 日中の利用者が少ないことなどから、スカイライナーを30分間隔から40分間隔に変更（朝の一部時間帯を除く）[7]。
- モーニングライナー運転開始（スカイライナーのうち、成田空港発7時52分と8時40分の上り2本をモーニングライナーとして運行）[7]。
- 通勤特急運行開始[7]。（朝夕の都営線直通特急を通勤特急とし、従来の特急停車駅から曳舟駅・立石駅・小岩駅・東中山駅・谷津駅を通過[7]。これにより船橋 - 押上間の所要時間は31分から25分に短縮[7]。谷津駅は特急停車駅からも外される。）
  - 押上17時23分 - 18時55分発の10本の特急を通勤特急とし、さらに時間を22時30分まで伸ばして計19本運転する[7]。
- 上野発の最終急行は22時10分から30分へ20分繰り下げる[7]。
- 八千代台 → 東中山間の区間運転特急廃止。代替に区間運転の急行を設定（京成佐倉 → 東中山間、折返しは東中山始発の成田方面行きとして運行）。

## 1990年代

### 1991年3月19日改正
成田空港ターミナルビル直下に位置する成田空港新駅完成したことによる、成田空港アクセスの向上
今までの成田空港駅は、空港ターミナルへは連絡バスへの乗り継ぎが必要であったが、計画が中止された成田新幹線の成田空港駅のために用意された路盤、駅施設などを利用することにより、空港ターミナルへ直接乗り入れが可能になり、利便性が大きく向上した。しかし、同時に東日本旅客鉄道（JR東日本）成田線の乗り入れも開始されたため、空港輸送への強力なライバルが出現することになった。これに対応するため、スカイライナーを全列車日暮里停車とするとともに増発を行った。また、特急も停車駅を削減（小岩・東中山を通過）し、本数も昼間時40分毎から20分毎へ倍増した。なおこれにより、青砥駅 - 成田空港駅間で通勤特急を同じ停車駅となった。なお旧成田空港駅は、東成田駅に改称され、ホームも2面のうち1面を閉鎖、コンコースも縮小され、列車本数も昼間時40分毎に激減となった。
また、同改正の12日後である3月31日に、北総開発鉄道（現・北総鉄道）北総線の新鎌ヶ谷 - 高砂間が開業し、同線と相互直通運転を開始した。ダイヤは、川崎 - 高砂間で東京都交通局所有の車両によって運転されていた（京急線内）急行を延長した形となったが、同運用には京成車両も充当され、基本ダイヤでは初めて京成車両が京急電鉄に直通することになった。また、夕方押上折り返しであった京急線の特急の一部を青砥・高砂まで延長したため、それによる運用増加分の負担は京成車両で行われ、一気に三崎口駅まで乗り入れを開始することになった。
また3700形の本格運用が開始した。これに伴い京成3000形(初代)の運用が終了して、京成車両は全て冷房車となった。
同年8月7日には千葉線の幕張本郷駅が開業。

### 1992年4月1日改正
- 千葉急行電鉄（現・京成千原線）との相互直通運転開始（千葉中央駅 - 大森台駅間）。
- 終電時間帯の繰り下げに伴い、通勤特急の時間拡大
- 宗吾参道駅付近の新ルートの切り替え（7月17日修正）。
- 空港第2ビル駅開業（成田 - 成田空港間、12月3日修正）。

### 1993年4月1日改正
京急線羽田駅開業に伴う改正
これに伴い、昼間時に運転されていた千葉ニュータウン中央 - 川崎間の（京急線内）急行の行き先が、羽田駅へと振り向けられた。ただし、この時点では6連対応の設備しかない暫定的なものだったため、8連および4連しか保有していない北総開発鉄道・都市住宅整備公団の車両は当該運用に充当できなかった。そのため、京急車の北総・公団線への乗り入れが開始されることとなり、逆に北総・公団線所有車両は押上駅 - 西馬込駅を往復したり全日朝までと夕方以降に設定されている西馬込系統や平日朝・夕方以降の川崎系統で運用することが多くなり、日中は北総・公団線内では自社の車両はほとんど運用されなくなっていた。また、両数の制約もあるため、朝・夕方は行き先の振り向けはほとんど行われなかった。北総・公団線の車両が京急空港線乗り入れ開始になったのは1994年12月からである。

### 1994年4月1日改正
- 京成本線に公津の杜駅開業（宗吾参道 - 成田間）。
- 土曜日は休日ダイヤとなる[8]。
  - これに伴い、従前平日ダイヤのみの運転だった通勤特急が土休日ダイヤの朝ラッシュ時上りにも設定される。

### 1995年4月1日改正
北総開発鉄道（千葉ニュータウン中央駅 - 印西牧の原駅間）路線延長
千葉急行電鉄（大森台駅 - ちはら台駅間）路線延長
京急・快速特急の最高120km/h運転開始
- 京成車両の三崎口駅乗り入れを廃止。
- 京急空港線の8連対応工事完了（1994年12月）により、夕方の川崎行きの一部が、羽田行きに差し替えられた。
- スカイライナーの成田停車増発（上りのみ）。

### 1996年7月20日改正
東葉高速鉄道の開業に対する競争力強化
1996年4月30日に開業した東葉高速鉄道は、地下鉄直通区間を含めて勝田台駅（東葉勝田台駅） - 日本橋駅間で競合するため、朝ラッシュ時のこの区間のスピードアップなどが行われた。
朝ラッシュ時に運転されていた通勤特急は、一部区間で平行ダイヤの上で先行する急行と普通を途中で各2回追い抜いていたが、これを各3回追い抜くようにし、かつ平行ダイヤ区間を廃止してダイヤ面を工夫した結果、最高速度を上げずに競合区間で4分 - 5分30秒の大幅なスピードアップを実現した。この改正に合わせ、ユーカリが丘駅の上り待避線が完成し、ここで普通を追い抜くことにより、スピードアップに貢献した。また、東葉高速鉄道の開業によって乗客の若干の減少を踏まえ、京成佐倉 - 東中山間で2本運転されていた区間急行は廃止された。これを補うため、京成大和田発の普通が2本、京成佐倉発に変更されている。
また、昼間時のダイヤパターンも一新された。いままでは下りと上りでダイヤパターンが異なり、追い抜きパターンも複雑なものであったが、本改正より、上下とも急行は青砥駅と東中山駅で普通と緩急接続を行い、特急列車は京成小岩と東中山で普通を通過追い抜きし、京成津田沼で普通と、京成佐倉で急行と緩急連絡するように統一された。また40分毎に走っていた普通の京成大和田行きは、京成臼井まで延長された。また、特急の半分が京成高砂でスカイライナーを待避するようになった。
日中の金町線は従来、押上線に直通の上、押上 ‐ 京成金町間で運転されていたが、線内折り返しに変更された。これにより、押上線の日中の普通列車本数が1時間当たり9本 → 6本に削減。トータルでも12本 → 9本となった。
京急でも久里浜線の輸送力強化のための改正が行われている。

### 1997年10月4日改正
京急のダイヤ改正（12両編成の特急・快速特急を増強）による一部列車で両数と行先の変更

### 1998年11月18日改正
京急空港線の羽田駅（同日より「天空橋駅」に改称） - 羽田空港駅間延伸開業に伴う改正
- 空港線直通列車の行先変更
- 羽田空港と成田空港を直接結ぶ列車の運転開始

京急空港線は当時終点であった羽田駅からトンネルを経由して羽田空港へ乗り入れることとなった。これにより、従来までは羽田行として運転されていた列車が羽田空港行に変更されることとなった。あわせて、羽田空港と成田空港が直接結ばれたため、日中時間帯に限り両駅間を直結する エアポート快速特急（京成線内ではエアポート特急となる）と羽田空港と京成高砂を結び、青砥で京成上野発着の京成本線の特急に接続するエアポート特急の運転が開始された。運転間隔はおのおの80分毎でエアポート快速特急とエアポート特急が交互に運行された（両列車併せて40分間隔となっていた）。両列車とも、都営地下鉄浅草線内で初めて通過運転を行う列車となった。これに伴い昼間の京急線の横浜方面発着からの直通列車（京急線内特急（99年から快特））の一部が押上線内急行運転になった。
このエアポート快速特急には京浜急行電鉄や東京都交通局所有の車両も運用に入り、この結果、成田空港まで初めて入線することとなった。また、折返しの都合上京成上野への入線も併せて行われることとなった。
なお、1991年3月19日改正以降、青砥駅 - 成田空港駅間で停車駅が同じだった通勤特急は、今改正で押上線の特急停車駅から立石駅・曳舟駅が外されたため（実際設定されたことはない）、特急に統合されることとなり、通勤特急の種別が消滅した。また、日中運転されていた押上駅折り返しの都営浅草線列車が高砂発着に変更され、押上線の1時間当たりの本数が再び9本→12本に増強された。増強分はエアポート特急と急行であり、普通列車は6本のままである。

### 1999年7月31日修正

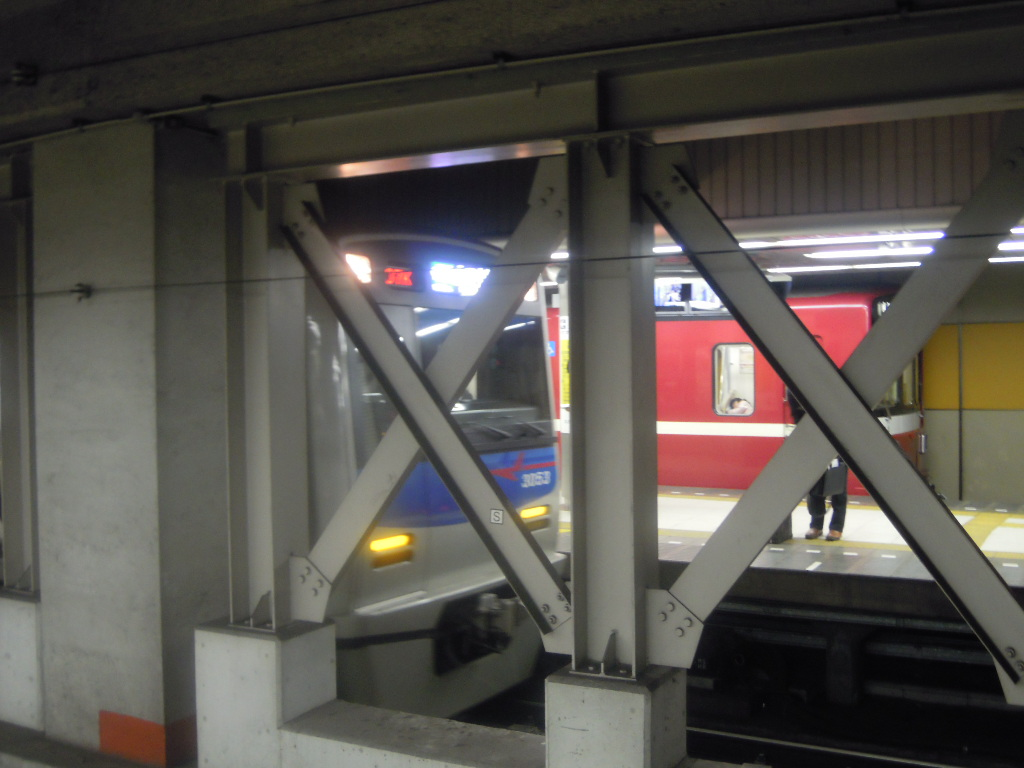
40分毎に押上駅で繰り広げられる
横浜方面発快特と羽田空港発エアポート快特の緩急接続

京急電鉄白紙ダイヤ改正に伴う一部列車の時刻・行き先の変更。
- 京成線内でのダイヤはほとんど変わらなかったが、直通先の京浜急行ではダイヤが一新され、高砂駅 - 羽田空港駅間の「エアポート特急」と、青砥駅 - 三崎口駅間の京急線内特急が、それぞれ「エアポート快特」と「快特」に格上げされた。しかし、都営浅草線直通ダイヤについては変更しなかったため、押上駅で今度は快特（羽田空港発着）が快特（横浜方面発着）を追い抜く光景が40分毎に繰り広げられることになった。
  - 京成・北総車の神奈川県運用が廃止され、両車の京急乗入れ区間は羽田空港のみとなる。ただし、毎年1月3日の箱根駅伝臨時ダイヤのみ京急川崎に乗入れる場合があった。

## 2000年代

### 2000年7月22日改正
北総開発鉄道の路線延長（印西牧の原駅 - 印旛日本医大駅間）に伴う改正
- 同時に京成車両の乗り入れを廃止。
- フライトピーク時間帯に合わせて、羽田空港行きを増便。
  - 早朝上りの押上発羽田空港行き2本が印旛日本医大発に延長され、急行京成上野行きも1本が羽田空港行きに変更された。この他にも部分的に修正され、早朝の羽田空港行きが増発されている。
  - 夜間の下りも同様に増発され、平日西馬込発の特急2本が羽田空港発に変更された。
  - 平日朝ラッシュ時の特急の所要時間短縮
  - 千原線の終車延長

### 2001年9月15日改正
八広駅待避線完成並びに京急快特120km/h運転列車拡大に伴う改正
- 朝ラッシュ時の押上線を3本増発（北総開発鉄道からの直通特急）。
- 昼間時の都営浅草線と京急線の直通ダイヤが変更されたため、昼間の急行は上りダイヤでは全て西馬込行きとなった。下りダイヤには変更はなく、羽田空港発と西馬込発が交互のままとなっている。
- 夕方ラッシュ時の都営浅草線からの直通特急を増発。一方で京成上野発の急行は大きく削減された。
- 平日夜間の都営浅草線からの特急増発
- 土休日朝・夜間の羽田空港発着列車増強

### 2002年10月12日改正
2002年10月27日に予定されていた芝山鉄道線芝山千代田 - 東成田の開業の反映
京急蒲田駅配線改良工事（京急空港線 - 横浜方面への渡り線を新設）の完成
泉岳寺駅での横浜方面との接続改善
- 同時に列車種別の見直しも実施
  - それまでは特急・急行・普通の3種別を基本として列車の運行が行われていたが、これを特急・通勤特急・快速（上り列車の一部はエアポート快速）・急行・普通とした。
  - 通勤特急と快速は両種別共に3回目の登場だが、過去に運転されていた同名の列車とは異なる停車駅だった。
  - 新設された通勤特急は京成上野・押上 - 勝田台間を特急停車駅に停車し、勝田台 - 成田空港・芝山千代田間を各駅に停車するというもの。朝ラッシュ時上りに京成上野行きが、夜間時間帯の下りは従前の特急を格下げして西馬込発で運転された。
  - 快速のうち日中時間帯に運行される羽田空港行は40分毎にエアポート快速として運転され、直通先の都営浅草線内で通過運転を行うものとなった。
  - 一方、急行はこの改正前までは京成全線で運転が行われていたが、押上線と京成本線の青砥 - 京成高砂間で運転されるのみとなった。この改正で登場した快速は従来の京成本線急行から町屋駅・千住大橋駅・堀切菖蒲園駅・国府台駅・市川真間駅・谷津駅を通過としたものと言える。
  - 品川発着快特の一部が泉岳寺への乗り入れを開始。これにより、西馬込発着列車との接続改善が図られた。

- また、芝山鉄道線開業に対応したダイヤ改正でもあった。
  - 同線の列車は朝夕は京成本線京成上野・押上方面に直通し、日中は成田 - 東成田 - 芝山千代田間の折り返し運転を行う事とした。
  - なお、ダイヤ改正が芝山鉄道線開業前だったため、10月12日から26日までは芝山千代田行の全列車を東成田行として運行することで対処した。

芝山鉄道線開業に伴い、都営車の東成田乗入れは消滅し、乗入れ区間は京成成田までとなった。さらに京急車の京成上野乗入れも消滅し、乗入れ区間は押上 - 成田空港間に変更された。
- 朝ラッシュ時のダイヤパターンは10分サイクルに特急（京成成田（一部成田空港） - 西馬込）、急行（京成成田（一部東成田） - 京成上野）、普通（京成臼井 - 京成上野）各1本から、20分サイクルに特急（京成成田 - 西馬込）2本、通勤特急（芝山千代田 - 京成上野）1本、普通（成田空港・京成臼井 - 京成上野）3本と大幅に改められた。
- 昼間時は特急が全て京成上野 - 成田空港に、急行を置き換えた快速が全て羽田空港 - 京成成田に統一された。快速の半数が「エアポート快速」となる。
- 夕ラッシュ時は急行が快速に置き換わった以外の目立った変更点はなかった。

### 2003年7月19日修正
- スカイライナーが下り早朝2列車を除き成田駅に全列車停車開始になる[14]
- 昼間の都営浅草線直通京急線羽田空港発着の快速が京急線内快特運転（都営浅草線内はエアポート快特と各駅停車の交互運転）になる（昼間の北総線直通列車は京急線内は急行に統一される）。

### 2004年10月30日改正
羽田空港第2旅客ターミナルビル供用開始に伴う羽田アクセス強化
- ラッシュ時の一部特急を通勤特急に格下げし、志津駅 - 公津の杜駅間の利便性が向上した。
- 夜間にもエアポート快特設定（都営浅草線内）。京急線内では急行、京成線内では特急または通勤特急として運転される。
- 昼間の京成上野 - 京成小岩間のダイヤパターンが見直され、特急列車が当該区間で2分スピードアップしたほか、普通の千住大橋駅におけるスカイライナー待避が解消された。

### 2006年12月10日改正
新京成電鉄の千葉線千葉中央駅までの乗り入れ開始
- この改正前までは、新京成の車両は津田沼 - 松戸での運転だったが、松戸方面からの幕張・千葉方面のアクセス改善を図るため、日中に限り20分毎に千葉中央まで乗り入れることとなった。
- この乗り入れは新京成の車両のみで行い、京成車は新京成線に入らない片乗り入れの方式だった。
- これに伴い日中に限り千葉線の電車は津田沼において新京成ホームから発着し、日中は京成本線京成上野方面へ直通する電車が運転されなくなった。

列車種別として快特（当時、現在は快速特急に改称）を新たに設定。
- 京成本線系統では新たに快特が設定され、平日の朝夕を中心に運転されることとなり、停車駅は改正が行われる前の特急と同じ停車駅となった。
- 一方、特急は京成佐倉 - 京成成田間が各駅停車となり、日中の快速は京成佐倉 - 京成成田間の運転を取りやめ、京急線羽田空港発（都営浅草線内および京急線内快特・エアポート快特）は、京成佐倉発着で運行されることとなった。
- その関係で都営・京急車の京成乗入れ区間は成田までに区間短縮された。この中には、平日一本夕方に設定されていた三崎口発（京急線内特急）も含まれている。
- さらに、スカイライナーが1号・3号を除き、船橋に新規停車を開始した。また京成車の北総線乗り入れが復活した。

京急蒲田駅付近連続立体交差事業の進捗に伴う修正
- 同駅下り本線が、仮設線路へ切替。
- この事業に関連した5社局一斉の改正の1回目（2005年10月2日に行われた同駅空港線ホームの仮設ホームへの移設に関連する改正は行われていない）。
- 空港線と京急本線との接続改善のため、ダイヤが修正されている。

### 2007年12月2日修正
京急蒲田駅付近連続立体交差事業の進捗に伴う修正
- 同駅上り本線、仮設線路へ切替
- 平日の千原線、ちはら台駅最終列車の時刻繰り下げ。
- 土休日の日中ダイヤの京成上野 - 京成津田沼間普通を全て6両編成化。

また、この改正前まで京急車は平日1本のみ成田まで乗入れたが、京成成田行きは姿を消し、乗入れ区間が佐倉までに短縮された（かつては成田空港まで直通していた）。ただし宗吾参道基地に入出庫する関係で京成佐倉 - 宗吾参道間の回送運用が存在する。なお、都営車は京成成田まで乗り入れている。
また、平日ダイヤにおいて押上線下りの八広駅での待避機会が増加している。
他にも津田沼方面からの京急線三崎口行きなどがあったが、運用の変更により青砥、高砂始発となった。ただし土休日ダイヤで、快速高砂行が終点の高砂から快特・久里浜行（京成電車は各駅に停車）に運用変更される列車が1本だけある。
また、この修正に前後して「快特」が「快速特急」に名称変更されている。

### 2009年2月14日改正
- 土休日の千葉線における新京成電車直通列車の増発
- 京急本線・空港線と北総線のダイヤ改正に伴う修正[18]
  - 京急：羽田空港発着国際チャーター便対応・C-ATS運用開始
  - 北総：特急・急行の東松戸駅停車[18]

2006年12月10日から開始された千葉線と新京成電車の直通運転であったが、このダイヤ改正によって土休日の直通運転時間が拡大した。また、京急本線・空港線のダイヤ改正と北総線の特急・急行の東松戸駅停車を含むダイヤ改正に伴い、一部列車のダイヤが修正された。

## 2010年代

### 2010年
2010年は、京急蒲田駅工事・成田スカイアクセス線開業・羽田空港再国際化に伴い、京急電鉄主体のものを含め改正が合計4回実施されている。

#### 5月16日改正

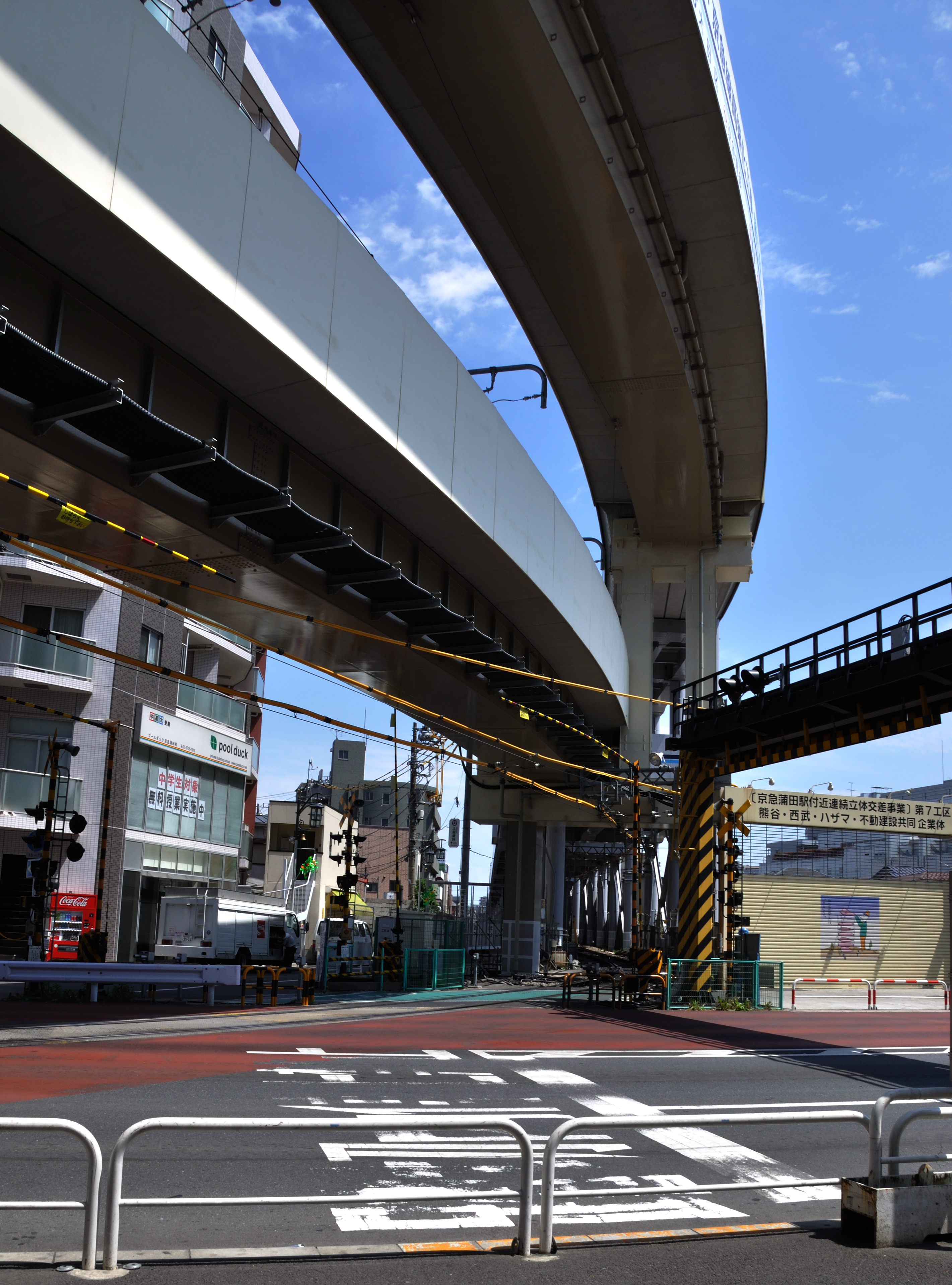
上り線が高架化された
京急蒲田駅

京急蒲田駅付近連続立体交差事業の進捗に伴う改正
- この日、京急本線・平和島 - 京急蒲田 - 六郷土手間・空港線・京急蒲田 - 大鳥居間の上り線が高架化された。
- 同年10月21日の羽田空港国際線ターミナル駅開設に備えた改正も同時に実施（10月20日までは全列車通過）。
- 京成・北総線内では北総線内成田スカイアクセス線乗務員習熟訓練による発着時刻変更に伴う修正でスカイライナーを含む日中時間帯のダイヤ変更を行う。
- 押上線
  - 日中の押上線急行は西馬込発着に統一。三崎口方面発着（京急線内快特・同日改正より金沢八景駅停車）は、大多数を青砥 - 高砂間延長の上、京成線内普通に統一。
  - 押上線下り・千原線上り最終電車の時刻繰り下げ。

- 本線
  - 上り京成上野行一部特急の宗吾参道でのスカイライナー待避を実施。
  - 2007年12月2日修正で消滅した京急車の京成本線経由成田乗り入れが一時的に復活。

- 直通列車
  - 昼間時間帯の京成線方面からの羽田空港発着の列車が京急線内で京急蒲田通過の「エアポート快特」に変更となる。また京急線内「エアポート急行（新逗子 - 羽田空港間）」新設に伴い、昼間以外の時間帯と北総線からの直通列車も京急線内では「急行」から「エアポート急行」に種別名が変更となる（停車駅に変更はない）。

- 京急が主体となる今回の改正では京成時刻表の販売がなく、Webページ上に従来の時刻表と同じ形式のPDFファイルが掲載された。また、今回の改正では主体となっている京急の時刻表も販売されていない（国際線ターミナル駅開業直前に発売された）。
- この改正からわずか2か月後に後述の成田スカイアクセス線開業関連のダイヤ改正が実施されたため、このスタンスのダイヤはわずか2か月と、歴代で最短だった。

#### 7月5日修正
京成高砂駅金町線高架ホーム完成に伴う、京成本線・金町線の修正
- これにより、金町線は終日、京成高砂 - 京成金町間の折り返し運転となる。
- 京成本線の改正は金町線直通列車が京成高砂発着に短縮されるのみで、他の列車の行先・種別に変更はない。

#### 7月17日改正

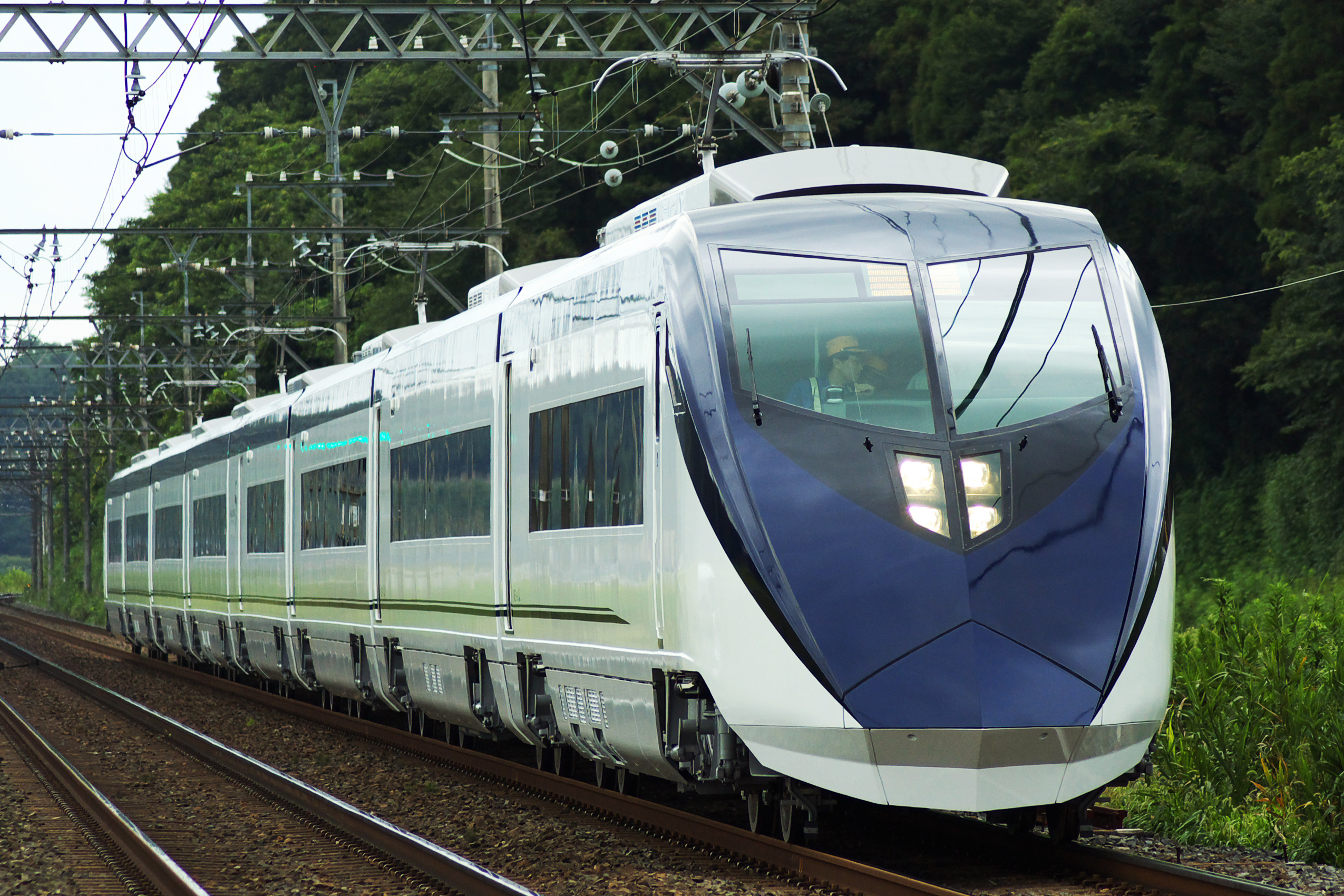
スカイライナー用車両
AE形（2代）

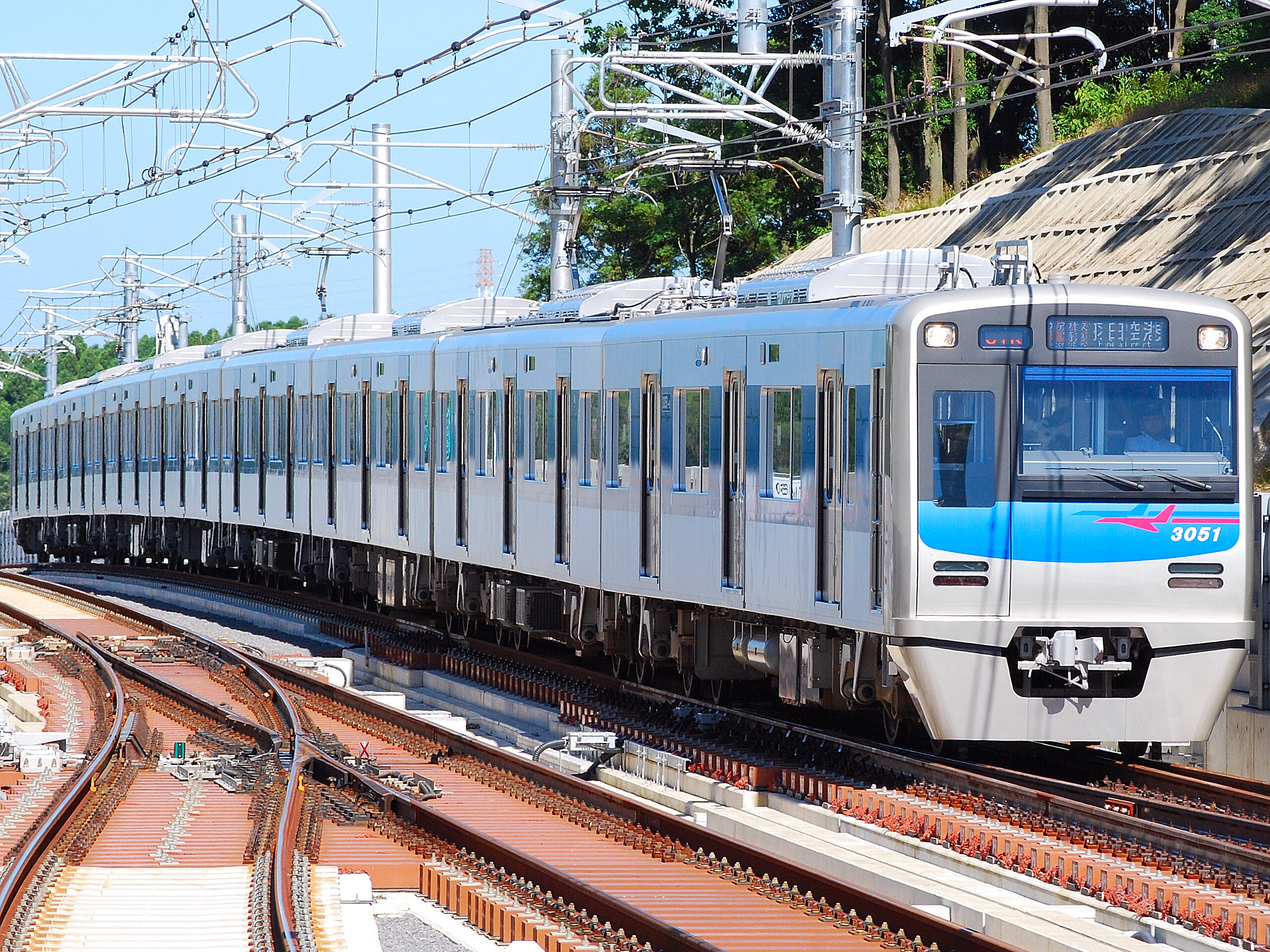
京急線直通
羽田空港行アクセス特急

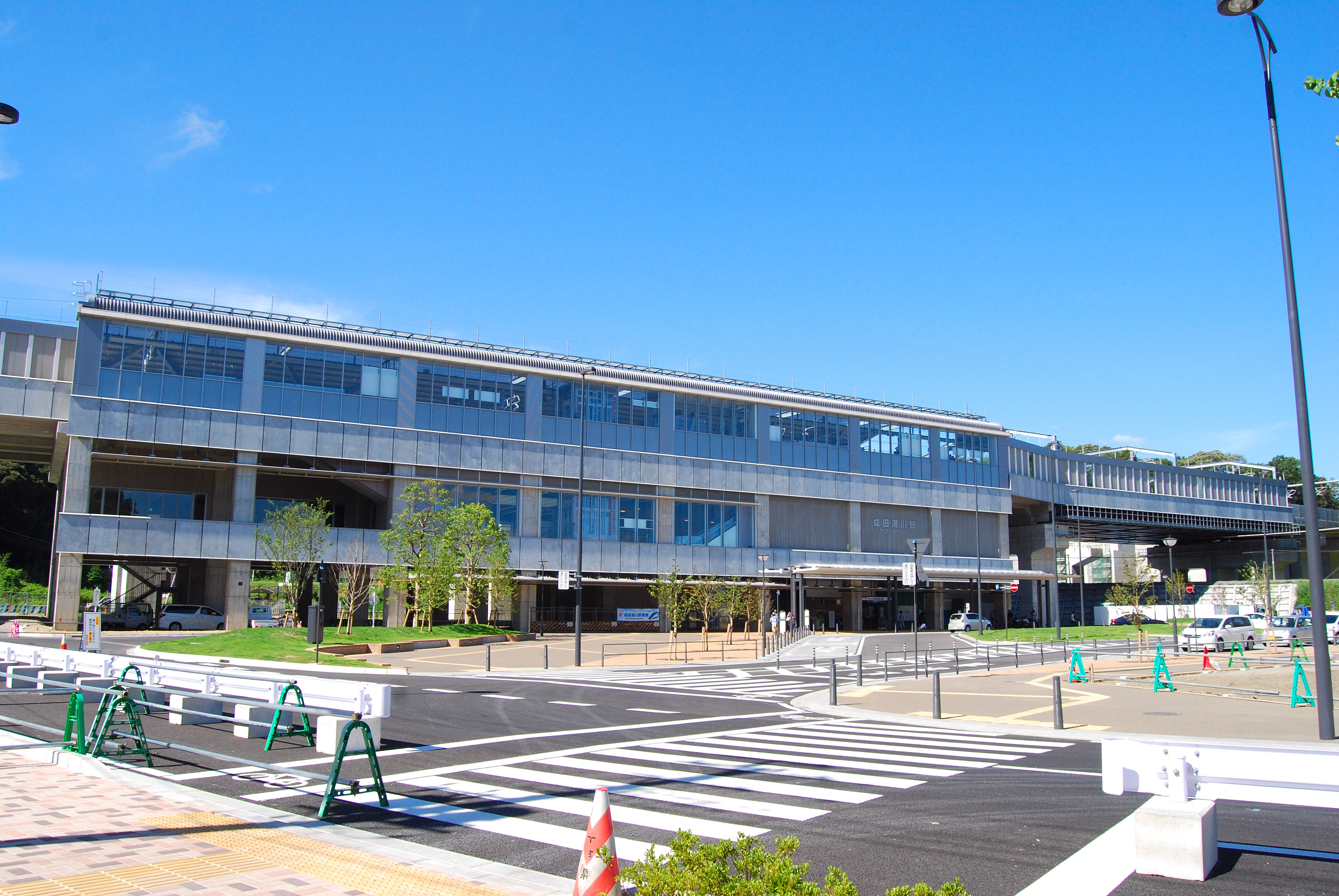
成田湯川駅

成田空港線（成田スカイアクセス線）開業に伴う改正
- 成田湯川駅開業。
- 有料特急関連
  - スカイライナー
    - 全便成田スカイアクセス線経由で、AE形 (2代)による運転となる。これにより、京成上野発着で北総線経由となる有料特急列車が初めて設定される。
    - 昼間時間帯は毎時2本運転される。
    - 停車駅は京成上野・日暮里・空港第2ビル・成田空港となる。

  - モーニングライナー・イブニングライナー
    - 従来通り、京成本線経由で朝夕のみ運転。
    - AE形 (2代)で運転。
    - 停車駅は従来通り。

  - シティライナー
    - AE100形を使用し京成本線経由で朝の下りと日中のみ運転。
    - 毎時1本運転される。
    - 従来のスカイライナー停車駅に青砥を追加し、押上線に連絡。

- 一般列車関連
  - アクセス特急・エアポート快特
    - 成田スカイアクセス線経由の一般列車としてアクセス特急を設定。
    - 日中のアクセス特急は羽田空港発着のエアポート快特（京急線・都営浅草線内）として運転される。
    - 夕方・夜間のアクセス特急は京成上野発着が設定される。これにより、京成上野発着で北総線経由となる一般列車が初めて設定される。
    - その他の時間帯のアクセス特急は西馬込（都営浅草線内普通）・羽田空港（京急線内エアポート急行）・三崎口（京急線内特急）発着が設定される。
    - 京急線内エアポート快特のうち、都営浅草線内各駅停車の列車は京成線内を普通として運転し、青砥（または高砂）で折り返し運転を行う。

  - その他の種別
    - 昼間時はアクセス特急の羽田空港乗り入れに伴い従来羽田空港発着であった快速（京成船橋・京成佐倉方面）を西馬込発着に変更（京成佐倉で成田空港方面の特急に接続。京成高砂・青砥で京成上野方面の普通に接続。泉岳寺で同駅発着横浜方面快特に接続）。
    - 京成本線：千住大橋を快速停車駅に追加し、同駅での普通との緩急接続を行う。
    - 押上線：急行を廃止。これにより京成線から急行が消滅（北総線、都営浅草線南行および京急線（エアポート急行）は存続）。北総線の急行は京成線内快速運転。

- 京成・北総・芝山線内駅ナンバリングを一斉導入
  - 各路線の路線記号（改正時点で都営浅草線は導入済み 京急・新京成は後から導入）
    - 京成電鉄…「KS（KeiSei／KS01は京成上野駅）」
    - 北総鉄道…「HS（HokuSō／HS01は新柴又駅）」
    - 芝山鉄道…「SR（Shibayama Railway／SR01は芝山千代田駅）」
    - 都営地下鉄浅草線（2004年4月1日に導入済み）…「A（Asakusa／A-01は西馬込駅）」
    - 京浜急行電鉄（2010年10月21日導入）…「KK（KeiKyu／KK01は品川駅）」
    - 新京成電鉄（2014年2月23日導入）…「SL（Shin-Keisei Line／SL01は松戸駅）」

  - 車内LEDやLCDでの駅番号表示は、羽田空港国際線ターミナル駅開業を待って10月21日より開始。
  - 北総と京成の共同使用駅である東松戸駅・新鎌ヶ谷駅・千葉ニュータウン中央駅・印旛日本医大駅は北総の駅番号のみ付与される。
  - 押上駅には京成（KS45）・都営浅草線（A-20）の、津田沼駅には京成（KS26）・新京成（SL24）の両方の駅番号が併記される。
  - 泉岳寺駅には京急の駅番号は併記されず、都営浅草線の駅番号のみ（A-07）表示される。

- 同年5月16日改正で復活した京急車の成田乗り入れは廃止され、京急車は成田スカイアクセス線経由で成田空港に乗り入れるようになる。

#### 10月21日改正
羽田空港の国際線ターミナル供用開始による、京急空港線・羽田空港国際線ターミナル駅開業に伴う改正
- 基本的なダイヤは各線とも5月16日と7月17日の改正に盛り込まれているため、今回の改正は新駅停車による変動のみ。
- 同日、羽田空港駅は「羽田空港国内線ターミナル駅」に改称されたが、行先案内表示は引き続き「羽田空港」のままとなる。

### 2011年

#### 節電ダイヤ
東北地方太平洋沖地震（東日本大震災）および東京電力・福島第一原子力発電所での事故による電力事情悪化に伴う緊急ダイヤ改正

##### 3月22日 - 4月3日
- 各線終日、休日ダイヤをベースにした特別ダイヤで運転（平日ダイヤに対し、日中80%、ラッシュ時65％の運転本数）[27]。
  - 新京成線は最大で20分間隔まで減便。
  - 千葉線と新京成線との直通乗り入れは中止[28]。
  - 京成本線シティライナーは運転中止（スカイライナー等は運転）。
  - エアポート快特の一部をエアポート急行に変更（うち上り1本はスカイアクセス線直通列車で、押上で行うアクセス特急への種別変更を品川で実施）。

##### 4月4日 - 6月26日
- 各線、平日は朝・夕ラッシュ時は全線平日ダイヤで平常運行、日中は全体の80%の本数。休日は終日全線全体の80%の本数[29][30]。
- 有料特急
  - 減便
    - 成田スカイアクセス線スカイライナー
    - 京成本線イブニングライナー

  - 全便運転中止
    - 京成本線シティライナー
- 一般列車
  - 各線、普通の減便・区間運休（有料特急以外の優等列車はほぼ平常通り運転）
  - 都営浅草線、西馬込 - 泉岳寺間の区間便を一部減便。
    - 主に北総線方面発着エアポート急行と接続する予定の列車が減便対象となる。

  - 千葉線、新京成線との直通乗り入れ中止[31]。

###### 5月9日修正
- 日中、普通を中心に減便・行先・編成両数の変更[32]
- 一部で減速運転

##### 6月27日 - 9月9日
- 各線、震災前の80% - 85%の本数で運転（土曜・休日の都営浅草線は通常ダイヤ）[33][34]。
- 有料特急
  - 全便通常運転
    - モーニングライナー

  - 減便
    - スカイライナー5往復
      - 運転する便も、一部で減速運転

    - イブニングライナー2本

  - 全便運転中止
    - シティライナー
- 一般列車
  - 平日、土曜・休日ダイヤ共通
    - 千葉線、新京成線との直通乗り入れ一部再開
    - 普通の一部減便及び減速運転（継続実施）
    - 京急車8両固定編成の弱冷房車を現行1両から2両へ拡大
      - 通常の浦賀寄り3両目に加え7両目を弱冷房車に指定
      - 京急車以外の8両固定編成は通常通り浦賀寄り3両目のみ

  - 平日ダイヤのみ
    - 京急久里浜線・京急久里浜 - 三崎口間の減便に伴う運転間隔調整のため、押上線・京急久里浜発着快特の一部が同区間延長運転（7月1日[35] - 8月31日[36]）
    - 夕方ラッシュ以降は震災前の通常ダイヤ

#### 9月10日改正
電力使用制限令解除に伴う改正
- 有料特急
  - スカイライナー・イブニングライナー、全便運転再開
  - シティライナー、2往復運転再開
    - 午前・午後、各1往復運転
    - 運転区間を京成上野 - 京成成田間に短縮
- 一般列車
  - 新京成線との直通運転を全便再開
  - その他減便に伴い削減された列車を全て運転再開
  - 土休日ダイヤの都営浅草線直通快速と泉岳寺発着京急線快特との接続拡大（9月23日より[38]）

### 2012年10月21日改正
京急蒲田駅付近連続立体交差事業の進捗に伴う改正
- この日、京急本線・平和島 - 京急蒲田 - 六郷土手間・空港線・京急蒲田 - 大鳥居間の下り線が高架化。京急蒲田駅関連最後の改正となる。
- スカイアクセス開業後初の本格的な改正として、開業後2年間で浮き彫りになった問題点の洗い出しを行う等、成田・羽田両空港アクセスの強化が主眼となる。
- 有料特急
  - スカイライナー下り早朝便を新設
  - 上り14時台 - 16時台でスカイライナーを各1本増発
  - シティライナー1往復減便

- エアポート快特・アクセス特急
  - 各駅の停車時間（特に成田湯川駅と根古屋信号場での停車時間）を見直し、所要時間を1時間30分台とする。
  - エアポート快特の種別カラーを従来の緑からアクセス特急と同じオレンジに変更
  - 日中時間帯アクセス特急と北総線快特（エアポート急行から格上げ・北総線内普通）との接続駅を新鎌ヶ谷駅とする

- 押上線・都営浅草線
  - 京急線内のみエアポート快特は快特に格下げ（押上線内普通）
  - 夕刻の6両編成を8両編成に統一
  - 夕刻の押上止まりの快特・折り返し押上始発特急を押上線に乗り入れ
    - これと入れ替わりに、いままで押上線に乗り入れていた西馬込駅発の普通列車が泉岳寺駅どまりになっている。すなわち都営浅草線泉岳寺駅 - 押上駅間の10分あたりの本数が4本から3本に削減されたことになる。

  - 土休日夜間の京急線泉岳寺始発快特との接続拡大

### 2013年10月26日変更
成田空港夜間LCC到着便対応
- 成田空港を22時前後に到着するLCC便に対応するため、京成上野行上り最終スカイライナーの時刻を繰り下げ。

京成本線通勤・通学時間帯の利便性向上
- 朝通勤時間帯の成田発羽田空港行快速特急 → エアポート急行1本を都営浅草線内各駅停車からエアポート快特に格上げ（京急線内もエアポート急行から快特（品川始発から変更）に格上げ）
- 夕刻西馬込発快速特急を1本増発し、18時 - 20時の間の運転間隔を10分間隔に統一
- 夜間の羽田空港発成田行エアポート急行 → 快速特急1本を都営浅草線内各駅停車からエアポート快特に格上げ

その他
- 「アクセス特急」「快速」の種別表示を取り止め
- 10月16日に接近した台風25号の大雨で成田駅1番線側の法面が一部崩落。京成佐倉 - 京成成田間ではラッシュ時を中心に一部減便（2014年2月7日まで。2月8日から当初予定していたダイヤに再修正）

### 2014年11月8日改正
成田・羽田両空港アクセスの強化並びに成田空港発着LCC早朝便対応
- 有料特急
  - スカイライナー、早朝7時台と夕方18時台に京成上野発を各1本増便
  - イブニングライナー、23時台に成田空港行き1本を新設
  - シティライナー、平日の運転を中止、土休日のみの運転となる。
- 羽田空港直通列車
  - 日中の押上線普通のうち、羽田空港 - 高砂間の快特を都営浅草線内エアポート快特に格上げ、京成線内も快速特急として通過運転（京急線内は快特、蒲田停車）。
  - これにより、日中の京成本線特急の青砥での接続は全てエアポート快特（アクセス特急・快速特急）となり、日中の押上線・横浜方面快特は全列車押上でエアポート快特を待避。

### 2015年12月5日改正
成田空港夜間LCC到着便対応
- 成田空港を22時前後に到着するLCC便に対応する為、京成上野行上り最終アクセス特急の時刻を15分繰り下げ並びに22時台に1本増発。

- 有料特急
  - モーニングライナー・イブニングライナー、停車駅に船橋を追加するとともに全席指定制となる。
  - シティライナー、定期列車の運転を打ち切り。なおこれに伴い、AE100形は定期運用を失った。なおこの改正とは無関係だが、後にAE100形はお正月の成田山関連での臨時列車として走った後運用を離脱し、翌月さよなら運転が実施された。

その他
- 平日ダイヤに限り、京急車による京成本線の運用が復活。
- 平日夜間下りに設定されていた北総線直通の快速（北総線内急行）の一部を、北総線内も含めて特急に格上げ。北総線内急行として運転される列車は、全て京成線内普通となった。

### 2016年11月19日改正
成田空港LCC早朝便対応および千葉線・千原線増強
- 下りスカイライナーを京成上野発8時台に1本増発
- 繁忙期に臨時列車として運転していた早朝の下りアクセス特急を定期列車化
- 夜間に北行アクセス特急を1本増発、約40分間隔化
- 千葉線・千原線の6両編成の列車の割合を90%以上に引き上げ
- 都営車による成田空港駅への乗り入れが平日に限り復活
- 押上発20時台以降の快速特急を特急に格下げ（平日のみ）

### 2017年10月28日改正
スカイライナー運転間隔統一および一般列車の深夜帯の時刻繰り下げ
- スカイライナー増発
  - 日中時間帯に1往復増便。20分間隔に統一。
- 南行最終アクセス特急の時刻繰り下げおよび行先変更
  - 平日 → 金沢文庫行（印旛日本医大始発京急線最終特急を格上げ）
  - 土休日 → 西馬込行
- 下り最終の時刻繰り下げおよび上り最終の行先・種別変更
- 成田始発上り早朝便を快速から快速特急に格上げ

### 2018年12月8日改正
スカイライナーの発車時刻変更および普通列車の輸送力増強
- 日中・夕方スカイライナーの発車時刻が変更。
  - 夕方に1往復増発
- 平日1往復に限り、京成車の三崎口乗り入れが復活[53]。
- 千葉線・千原線の普通を6両に統一。
- 本線京成上野 - 宗吾参道間にて4両編成の普通を廃止。
  - 普通の運転間隔があいている時間帯に高砂 - 津田沼間の普通を1往復増発。

### 2019年10月26日改正
スカイライナーの増発・運行時間帯拡大と本線 京成上野 - 京成成田間の速達性・利便性向上
- 成田スカイアクセス線
  - スカイライナーの運行本数を従来の約1.4倍と大幅に増やし、終日20分間隔で運行。
  - 成田空港の運用時間延長に対応するため、スカイライナーの運行時間帯を拡大。
- 本線
  - 日中時間帯の京成上野 - 成田間の速達性・利便性向上のため、「特急」の一部を、「快速特急」として運行。
  - 日中時間帯の都営浅草線 - 佐倉間で運行している「快速」の一部を成田空港まで延長。
  - 日中時間帯のパターンダイヤは、40分毎に京成上野 - 京成成田間の「快速特急」・京成上野 - 成田空港間の「特急」・西馬込 - 京成佐倉間の「快速」・西馬込 - 成田空港間の「快速」が各1本、京成上野 - 京成津田沼間の「普通」と、京成上野 - 京成臼井間の「普通」が各2本となった。
    - この関係で、押上線のパターンダイヤも40分毎に西馬込 - 京成佐倉間の「快速」・西馬込 - 成田空港間の「快速」・羽田空港 - 成田空港間の「アクセス特急」・羽田空港 - 京成高砂間の「快速特急」が各1本、羽田空港 - 北総線方面と横浜方面 - 京成高砂間の「快特（京成線内普通）」が各2本の体制となる。

  - 平日に限り京急車による京成佐倉 - 京成成田間の運用が2010年7月以来9年ぶり、本線経由での成田空港駅乗り入れが2006年以来13年ぶりに復活。
  - 都営車による成田空港への乗り入れが土休日も設定される。
  - 前回の改正で設定された京成車の三崎口乗り入れは、区間が京急久里浜までに短縮された。

## 2020年代

### 2021年3月27日改正
本線の一部区間で最終列車の時刻繰り上げと始発列車の時刻繰り下げ
- 最終列車の繰り上げ
  - 平日・土休日ともに京成佐倉行最終列車を繰り上げ
  - 平日のみ京成成田行最終列車を繰り上げ
  - 平日・土休日ともに京成津田沼行最終列車を繰り上げ
  - 夜間時間帯の一部列車の運転時刻の変更および相互直通各社の最終列車繰り上げに伴い行先・列車種別の変更を実施
- 始発列車の繰り下げ
  - 平日・土休日ともに宗吾参道発京成上野行始発列車を繰り下げ
  - 平日・土休日ともに京成津田沼発京成上野行始発列車を繰り下げ
  - 平日・土休日ともに京成高砂発京成上野行始発列車を繰り下げ
  - 始発列車の繰り下げに伴い、早朝の一部列車の運転時刻を変更

### 2022年2月26日改正
スカイライナーの青砥駅停車を日中60分間隔に
- スカイライナー
  - 青砥駅停車列車の運転間隔変更
    - それまで日中時間帯80分間隔の臨時停車列車を、上りは12号から60号、下りは11号から65号まで60分間隔に増発し正式ダイヤとして運行

  - 深夜時間帯における成田空港発の運転時刻変更 
    - 深夜時間帯における運転間隔を30分に統一し、分かりやすいダイヤとするとともに、LCC深夜到着便利用者の利便性向上
- 一般列車
  - 日中・夜間時間帯における運行本数の見直しおよび一部列車の行先・種別の変更
    - 日中時間帯における本線の「特急」を「快速」に格下げし、特急通過駅における乗り換えの利便性を向上すると同時に、下りの「快速特急」は京成高砂駅にて北行「アクセス特急」と、南行「アクセス特急」は青砥駅にて京成上野行「快速特急」と接続し、京成上野・日暮里 - 成田空港間の速達性を確保
    - 日中都営浅草線「エアポート快特」の一部（京急蒲田停車）の「普通」格下げに伴い、日中の押上線「快速特急」の系統を、羽田空港発着から横浜方面発着に変更（これにより横浜方面快特は、押上線内「普通」（青砥発着）と押上線「快速特急」（高砂発着）の2系統に分離）
    - 平日の夜間における、都営浅草線から京成成田方面へ向かう「快速特急」の一部列車の種別を「特急」に格下げ。京成佐倉 - 京成成田間の各駅へ乗り換えなく利用できるようにする。

  - 深夜時間帯における列車の増発および種別変更
    - 成田空港発宗吾参道行の列車を23時台に増発し、成田空港勤務者などのエッセンシャルワーカーを中心とした利用者の利便性向上
    - 成田空港発上り最終列車の「快速」京成高砂行の種別を「普通」に格下げ。快速通過駅での利便性向上のため。京成高砂駅での都営浅草線方面最終列車との接続のため、各駅の発車時刻を繰り上げ。これに伴い、芝山千代田発の上り列車についても、京成成田駅における上記普通列車と連絡のため発車時刻を繰り上げ

  - 印旛日本医大発の「臨時ライナー」の時刻変更
  - 青砥発着（青砥 - 空港第2ビル・成田空港間）のスカイライナー券がチケットレスサービスを利用して購入可能に
  - 都営地下鉄の車両も「アクセス特急」に充当されるようになった。

### 2022年11月26日改正
スカイライナーの一部列車が新鎌ヶ谷駅に停車
- スカイライナー
  - 青砥駅に停車する列車について、新たに新鎌ヶ谷駅を停車駅に追加
  - 新鎌ヶ谷駅停車に伴い、新たに特急料金を設定
- 一般列車
  - 一部路線・時間帯においてワンマン運転を開始
    - 対象は金町線・千原線・東成田線をおおむね9時 - 17時台に運行する4両編成の列車

  - 日中都営浅草線、横浜方面からの「快特」の「特急」への変更に伴い、日中の押上線も「快速特急」を「特急」に変更。

### 2023年11月25日改正
22時台の上りスカイライナーを増発
- スカイライナー 
  - 22時台の成田空港発を1本増発し、22時00分から23時00分までの間、新鎌ヶ谷駅・青砥駅に停車する列車を20分間隔にて運行
- 一般列車
  - 成田空港発最終列車のうち、平日の西馬込行、土曜・休日の京成上野行を「通勤特急」から、平日、土曜・休日ダイヤともに「快速」京成上野行に変更

### 2024年11月23日改正
夜間の上りスカイライナー増発、下りスカイライナー青砥・新鎌ヶ谷停車列車の増加
- スカイライナー
  - 成田空港発21時台のスカイライナーを1本増発し、21時00分から23時00分までの時間帯も、スカイライナーを20分間隔にて運行
  - 京成上野19時40分発および20時20分発のノンストップ便を青砥・新鎌ヶ谷停車便とし、成田空港アクセスおよび沿線の利便性向上
- 一般列車
  - 平日ダイヤの早朝の神奈川新町始発・特急青砥行（京成線内普通）を、同じく早朝の押上始発アクセス特急と統合し、押上での乗換えを解消
- その他
  - 一部の列車の発着時刻や運転区間、種別等を変更
- モーニングライナー・イブニングライナーの特急料金改定